# Tekovský Hrádok
Tekovský Hrádok (Hongaars: Barsvárad) is een Slowaakse gemeente in de regio Nitra, en maakt deel uit van het district Levice.
Tekovský Hrádok telt 350 inwoners.
De gemeente was van oudsher een Hongaars bolwerk, tegenwoordig vormen de Hongaren nog een minderheid. De gemeente is nog altijd tweetalig.